# Unitaire Democratische Coalitie
De Unitaire Democratische Coalitie (Portugees; Coligação Democrática Unitária of CDU) is de gezamenlijke verkiezingslijst in Portugal van de Portugese Communistische Partij (Partido Comunista Português of PCP), de Ecologische Partij/De Groenen (Partido Ecologista/Os Verdes) en de Democratische Interventie (Intervenção Democrática of ID) voor de Portugese parlementsverkiezingen en Europese verkiezingen. De alliantie bestaat sinds 1987.

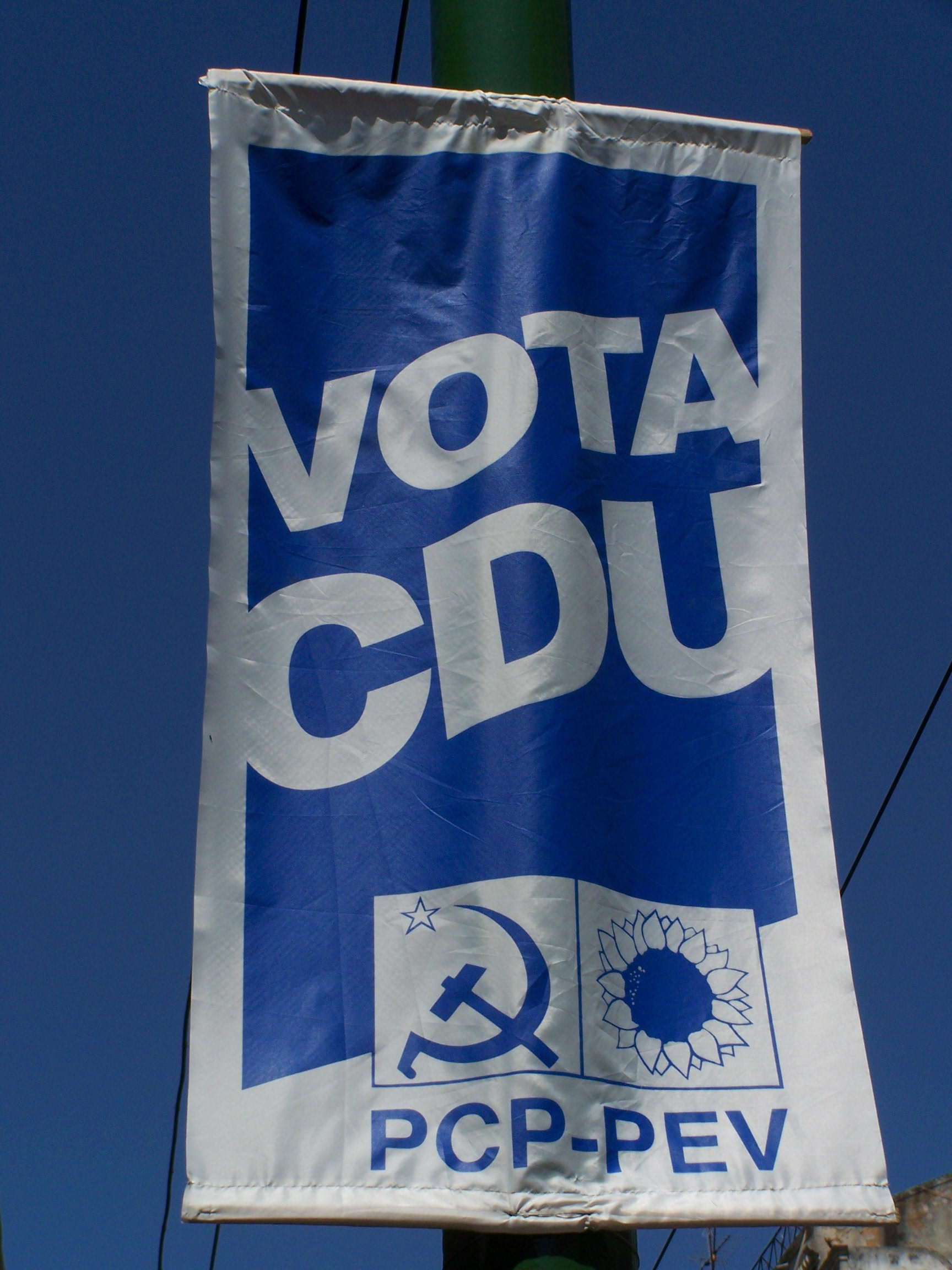
Vlag van CDU

Vanaf 1991 behaalde de alliantie bij iedere parlementsverkiezingen tussen de 12 en de 17 zetels. Bij de verkiezingen in oktober 2019 wist men 12 zetels te bemachtigen.
Hoewel ze beide in Portugal in lijst staan zitten ze binnen het Europees Parlement in verschillende blokken.
- Portugese Communistische Parti zit in Europees Unitair Links/Noords Groen Links
- Ecologische Partij/De Groenen zit in de Europese Federatie van Groene Partijen